# یاروسبرگ (مریلند)
یاروسبرگ (به انگلیسی: Yarrowsburg) یک منطقهٔ مسکونی در ایالات متحده آمریکا است که در مریلند واقع شده‌است. یاروسبرگ ۱۳۳ نفر جمعیت دارد.